# Бутоєшть (комуна)
Бутоєшть, Бутоєшті (рум. Butoiești) — комуна в повіті Мехедінць у Румунії. До складу комуни входять такі села (дані про населення за 2002 рік):
- Арджинешть (554 особи)
- Буйчешть (508 осіб)
- Бутоєшть (490 осіб)
- Гура-Мотрулуй (398 осіб)
- Жугастру (351 особа)
- Плута (527 осіб)
- Редуцешть (348 осіб)
- Цинцару (366 осіб)

Комуна розташована на відстані 216 км на захід від Бухареста, 56 км на схід від Дробета-Турну-Северина, 45 км на північний захід від Крайови.

## Населення
За даними перепису населення 2002 року у комуні проживали 3542 особи.
Національний склад населення комуни:
| Національність   | Кількість осіб | Відсоток |
| ---------------- | -------------- | -------- |
| румуни           | 3540           | 99,9%    |
| росіяни-липовани | 1              | < 0,1%   |
| болгари          | 1              | < 0,1%   |

Рідною мовою назвали:
| Мова       | Кількість осіб | Відсоток |
| ---------- | -------------- | -------- |
| румунська  | 3541           | > 99,9%  |
| болгарська | 1              | < 0,1%   |

Склад населення комуни за віросповіданням:
| Релігія        | Кількість осіб | Відсоток |
| -------------- | -------------- | -------- |
| православні    | 3477           | 98,2%    |
| п'ятдесятники  | 50             | 1,4%     |
| баптисти       | 12             | 0,3%     |
| греко-католики | 2              | 0,1%     |
| римо-католики  | 1              | < 0,1%   |